# Okrúhle
Okrúhle (in ungherese Kerekrét) è un comune della Slovacchia facente parte del distretto di Svidník, nella regione di Prešov.